# Hậu Giang (voormalige provincie)
Hậu Giang is een voormalige provincie in het zuiden van Vietnam in de Mekong-delta. De hoofdstad van de provincie was Cần Thơ.
De provincie is in 1976 ontstaan, na de samenvoeging van een drietal provincies, te weten Phong Dinh, Chương Thiện (inclusief de stad Vị Thanh) en Ba Xuyên (inclusief de stad Sóc Trăng). In 1991 is Hậu Giang gesplitst in de provincies Cần Thơ en Sóc Trăng. De archipel Côn Đảo werd samengevoegd met de stadsprovincie Vũng Tàu. Beide provincies gingen de provincie Vũng Tàu-Côn Đảo vormen.
Hậu Giang is niet te verwarren met de huidige provincie Hậu Giang. Deze ligt op een andere regio in de Mekong-delta.